# Raelizm

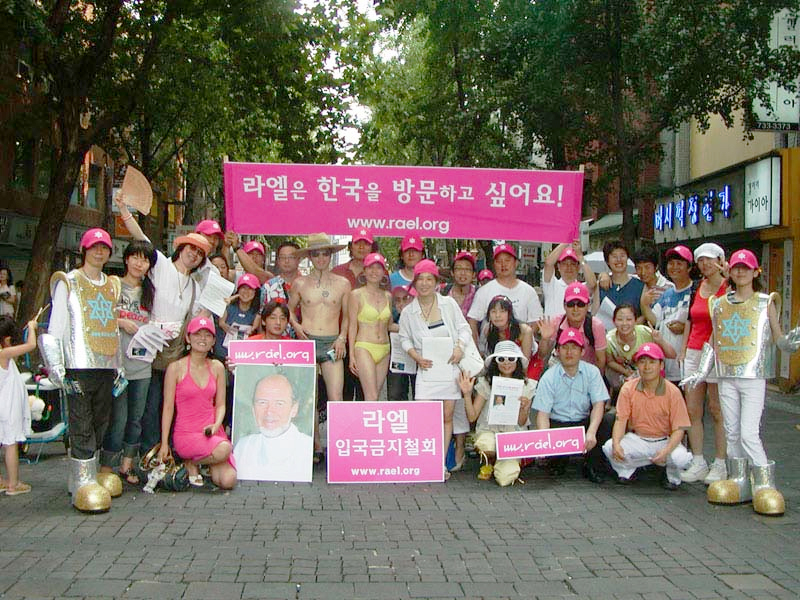
Zlot Raelian w Korei Południowej

Ruch raeliański, zwany też raelianizmem lub raelizmem – filozofia oparta na historii byłego francuskiego dziennikarza oraz kierowcy wyścigowego, Claude’a Vorilhona, który przyjął imię Raël. Raelianie, przyjmując główne aspekty tej filozofii, wierzą Raëlowi, że otrzymał przekaz i instrukcje dla ludzkości od twórców życia na Ziemi, istot podobnych do człowieka, zwanych Elohim. Ich zaawansowana technologia sprawiała, iż ludzie w przeszłości postrzegali ich jako „aniołów” lub „bogów”. Założyciele wszystkich wielkich religii byli inspirowani przez wcześniejsze wizyty Elohim na Ziemi; śledząc kulturę i tradycje dawnych i dzisiejszych religii, w każdej znajduje się ich działalność.
Rael założył ruch raeliański (początkowo pod skrótem MADECH) w Paryżu w 1974 roku, zaraz po konferencji prasowej. Międzynarodowy ruch raeliański jest największą po scjentologii filozofią opartą na zjawisku UFO na świecie. Grupa raelian założyła firmę Clonaid (pierwotnie była to korporacja Valiant Venture Ltd.) w 1997, następnie oddano ją w 2000 roku w ręce Brigitte Boisselier. W 2002 roku Clonaid ogłosiła, iż pewna Amerykanka poddała się standardowej procedurze klonowania, w wyniku której narodziła się jej kolejna córka Ewa (26 grudnia 2002). Mało kto uważa to doniesienie za prawdziwe, inni z kolei uważają, że była to plotka, rozgłoszona, aby przyciągnąć uwagę międzynarodowej społeczności, głównych światowych mediów oraz młodzież do raelizmu.
Używanie swastyki w symbolu raeliańskim było powodem odrzucenia prośby o wydzielenie eksterytorialnej ziemi przez Izrael, a później przez Liban, pod budowę Trzeciej Świątyni – Ambasady dla Pozaziemskich Cywilizacji. Z tej przyczyny na terenie Izraela raelici używają logo niezawierające swastyki. Raelianie oficjalnie na swojej stronie internetowej starają się przywrócić swastyce jej dawną symbolikę.

## Założenia raelianizmu
Raelianie uważają, iż całe życie na Ziemi, włącznie z ludźmi, zostało naukowo zaprojektowane i stworzone wskutek syntezy DNA oraz inżynierii genetycznej przez podobną do naszej, lecz technologicznie bardziej zaawansowaną, pozaziemską cywilizację nazywaną Elohim. Od wieków Elohim przysyłają ludzkości proroków, takich jak: Mojżesz, Budda, Jezus oraz wielu innych, aby prowadzić ludzkość oraz przygotować ją do nadchodzących zmian. Jakkolwiek w większości czasu pozostawiali nas zdanych na samych siebie, abyśmy mogli rozwinąć własną cywilizację i kulturę aż do czasu apokalipsy, kiedy to wyślą nam ostatniego proroka, przez którego prawda zostanie objawiona całej ludzkości. Misją raelian jest rozprzestrzenianie tego przesłania oraz budowa ambasady, w której oficjalnie ludzkość będzie mogła ponownie powitać Elohim, bez potrzeby oddawania im czci, postrzegania ich jako bogów (jak czynili to nasi prymitywni przodkowie), lecz ze zrozumieniem, kim są.
Ruch raeliański rozwija samoakceptację i tolerancję oraz faworyzuje fizykalizm, tzn. pogląd, który twierdzi, iż rzeczywistość składa się tylko z fizycznych, czyli tych, które mogą na nas materialnie oddziaływać, a zatem mierzalnych właściwości. Raelianie przyjmują istnienie pozaziemskich Elohim, którzy stworzyli ludzkość, i zaprzeczają istnieniu nieśmiertelnej duszy, nadnaturalnego Boga oraz wierzą, iż umysł jest tworzony przez uporządkowaną materię, zgodnie z paradygmatem, który William James nazwał epifenomenalizmem. Paradygmat ten wiąże się z przekonaniem raelian o możliwości transferu umysłu oraz osobowości z jednego ciała do drugiego takiego samego ciała-klonu, co z kolei umożliwia życie wieczne przy założeniu, iż klon i oryginał nie będą żyli w tym samym czasie.
Filozofia raeliańska stanowi ważną część wspieranego przez Raela projektu, zwanego Valiant Venture, który oferuje serwis zwany Clonid, dla homoseksualistów oraz bezpłodnych par pragnących dziecka powstałego z klonowania DNA partnera. Raelianie wierzą, iż inne religie, takie, jak buddyzm, islam, mormonizm, zawierają spisane historie, które są świadectwem obecności pozaziemskich inżynierów.
Raeliańska aktywność, taka, jak seminaria, demonstracje, happeningi, wspiera zdrową żywność, zdrowy styl życia oraz zmysłowość. Czynniki te, zdaniem raelian, stanowią niezbędną podstawę szczęśliwego i długiego życia. Oprócz tego raelici zachęcają do poznania innych światowych religii oraz przeczytania książki, w której jest spisana cała historia spotkania Raela z Elohim, „Przesłanie od przybyszów z kosmosu”, Intelligent Design, zanim ktoś zdecyduje się przystąpić do ruchu raeliańskiego i żyć według raeliańskiej filozofii.

## Organizacja
Ruch raeliański ma strukturę hierarchiczną, od poziomu tzw. nowicjusza do poziomu szóstego. Osoby posiadające stopień 4, 5, 6 określa się mianem przewodników. Przewodnicy stopnia 5, inaczej przewodnicy biskupi, oraz przewodnicy stopnia 4, inaczej przewodnicy kapłani, są mianowani przez przewodnika poziomu 6, tzw. przewodnika przewodników. Przewodnicy stopnia 4 oraz 5 podczas corocznego seminarium zgłaszają niższych stopniem członków do nominacji. Każdy kapłan lub biskup może zgłosić do nominacji na przewodnika członków o stopniach 3, 2, 1, 0, jednakże nie może być to stopień wyższy niż jego własny.
Członkowie struktur raeliańskich zaczynają od stopnia zerowego, przyznawanego na corocznych seminariach osobom, które stały się już członkami ruchu raeliańskiego przez przekazanie genotypu oraz które wykazują taką chęć. Członkowie struktur stanowią niewielką liczebnie grupę w stosunku do liczby pozostałych członków. W numerze 331 magazynu Raelian Contact zasugerowano, iż struktury składają się z 2300 członków. Witryna raeliańska mówi o 170 przewodnikach. Raz na 7 lat kongregacja biskupów wybiera przewodnika szóstego stopnia. Jak dotąd zawsze był na niego wybierany Claude Vorilhon.